# Armin Cuyvers
Armin Cuyvers (Nijmegen, 1980) is een Nederlands jurist gespecialiseerd in het recht van de Europese Unie. Cuyvers is hoogleraar aan de Universiteit Leiden.
Cuyvers volgde zijn middelbare school aan het Gymnasium Haganum te Den Haag en studeerde vervolgens rechten aan de Universiteit Leiden, waar hij in 2004 cum laude afstudeerde in het burgerlijk recht, internationaal en Europees recht, en de rechtsfilosofie. Tijdens zijn studie was hij student-assistent van Piet Jan Slot, hoogleraar Europees en economisch recht en directeur van het Leidse Europa Instituut. Hij werd ook lid van Mordenate College, de studievereniging voor excellente rechtenstudenten opgericht door Hein Schermers; via Mordenate studeerde hij onder andere aan Harvard Law School en aan Exeter College (Oxford), waar hij in 2005 cum laude de graad van Magister Juris behaalde. Na zijn studie werd hij promovendus aan de Universiteit Leiden, waar hij op 19 december 2013 promoveerde op het proefschrift The EU as a confederal union of sovereign member peoples: Exploring the potential of American (con)federalism and popular sovereignty for a constitutional theory of the EU; promotoren waren Christophe Hillion en Andreas Kinneging. Na zijn promotie werd Cuyvers universitair docent en vervolgens universitair hoofddocent te Leiden. In zijn proefschrift onderzocht hij de relevantie van de Amerikaanse confederatie zoals die bestond vóór de inwerkingtreding van de Grondwet van de Verenigde Staten onder de Artikelen van Confederatie.
Met ingang van september 2021 werd Cuyvers benoemd tot hoogleraar aan de Universiteit Leiden; Op 9 december 2022 hield hij daar zijn oratie, getiteld Naar een symbiotisch constitutioneel recht voor de EU: De conceptuele, emotionele en juridische ruimte voor legitieme regionale samenwerking. Zijn onderzoeksinteresses betreffen naast het klassieke Europees constitutioneel recht onder andere de vergelijkende regionale integratie (in de vorm van o.a. ASEAN, Mercosur, Caricom en de Oost-Afrikaanse Gemeenschap) en de rol van sociale psychologie in het recht. Hij is ook de oprichter en directeur van CompaRe, het Jean Monnet Centre of Excellence for Comparative Regional Integration. In 2018 was hij mede-redacteur van het boek East African Community Law: Institutional, Substantive and Comparative EU Aspects bij uitgeverij Brill Nijhoff.